# Symfonie nr. 2 (Halvorsen)
Johan Halvorsen voltooide zijn Symfonie nr. 2 in 1924. Pas nadat hij het werk had gereviseerd kreeg het haar bijtitel Fatum. 
De eerste twee symfonieën van Halvorsen werden vlak achter elkaar geschreven. Halvorsen had het nog altijd druk met het schrijven van toneelmuziek. De muziek bleef dan vaak alleen in manuscriptvorm achter; hij was al aan een nieuw werk begonnen. Voor deze tweede symfonie geldt hetzelfde. Er is uit de begintijd geen gedrukt exemplaar gevonden. De handgeschreven partijen lijken daarbij ook nog eens nooit goed gecontroleerd. Een uitvoering (of opname) van het werk kon tot voor kort eigenlijk niet gegeven worden. De partituur en partijen stonden zodanig vol met wijzigingen en verbeteringen, dat niet meer duidelijk was, wat er nu exact gespeeld moet worden. Voor de opnamen in de Chandos-serie van 4 compact discs is een nieuwe partituur gemaakt door Jørn Fossheim (pianist en dirigent). 
Het werk kreeg haar eerste uitvoering tijdens een feestconcert ter gelegenheid van zestig jaar Halvorsen (1864-1924) door het Kristiania Musikerforening onder leiding van de componist.

## Muziek
De muziek past eigenlijk niet in het beeld van de klassieke muziek van de 20e eeuw, ze is vrij behoudend en grijpt dan ook terug op eerdere symfonieën die onheil voorspelden, zoals Pjotr Iljitsj Tsjaikovskis Vierde symfonie. Halvorsen kreeg ook een tikje mee van Gustav Mahlers Zesde symfonie die hij toen net gehoord had. 

### Delen
Het werk kent vier delen:
1. Allegro moderato – piu mosso sempre – con brio – tempo energico – conpassione – piu mosso sempre – molto allegro – presto (in sonatevorm);
2. Romance: Andante con sentimento
3. Intermezzo: Allegretto amabile
4. Finale: Allegro – energico – un poco piu mosso – piu mosso – molto sostenuto – molto tranquillo – a tempo I – pesante (un poco) – a tempo moderato – presto.

### Orkestratie
- 3 dwarsfluiten (III ook piccolo, 2 hobo’s,  2 klarinetten, 2 fagotten
- 4 hoorns, 3 trompetten, 3 trombones, 1 tuba
- pauken, percussie,
- violen, altviolen, celli, contrabassen

## Discografie
- Uitgave Chandos: Bergen filhormoniske orkester o.l.v. Neeme Järvi
- Uitgave Noorse Cultuurraad: een orkest onder leiding van Karsten Andersen
- Uitgave Simax: Trondheim Symfoniorkester o.l.v. Ole Kristian Ruud